# Fórum a Demokratikus Változásért
A Fórum a Demokratikus Változásért (FDC) egy párt Ugandában, amelyet 2004. december 16-án alapítottak, a legnagyobb ellenzéki párt. A párt korábbi elnöke, Kizza Besigye (aki korábban Yoweri Museveni szövetségese volt) sok korábbi választáson indult; 2001-ben, 2006-ban és 2011-ben is, de mindig vereséget szenvedett. 2012 novemberében Besigye lemondott, posztján egy dandártábornok, Mugisha Muntu követte, akit megválasztottak a párt elnökének. Mandátuma a következő elnök és parlamenti választás idejére fog lejárni, azaz 2016-ban.
Az FDC volt a legnagyobb kihívója a Nemzeti Ellenállási Mozgalom (National Resistance Movement; NRM) nevű kormánypártnak a 2006-os és 2011-es elnökválasztáson. 2006-ban Besigye a szavazatok 37%-át kapta meg. Besigye csalásra gyanakodott, és elutasította az eredményt.
A parlamentben 2006-ban 37 képviselőjük volt a 289-ből. 5 évvel később, 2011-ben újra Besigye indult a választáson, de itt csak a szavazatok 26%-át kapta meg. A parlamentben 34 párttag kapott helyet.